# Philodendron
Philodendron (según la clasificación de Schott) es un gran género de plantas fanerógamas, de la familia de los arum (Araceae), con 700 o más especies descritas. Todavía no se comprende muy bien su taxonomía; existen aún muchas especies sin describir. Muchas se cultivan como plantas ornamentales y de interior. Muchas especies son capaces de trepar sobre otras plantas, o de subir los troncos de árboles con la ayuda de raíces aéreas. Es el único género de la tribu Philodendreae.

## Distribución y hábitat
Las especies de Philodendron se pueden encontrar en hábitats diversos en las zonas tropicales de América, en particular, en Brasil, Colombia, Ecuador, Costa Rica,
Venezuela, Martinica y Guayana. La mayoría se encuentran en bosques tropicales húmedos, pero también en pantanos, en los bancos de los ríos, bordes de la carretera y afloramientos rocosos.

## Descripción
Los Philodendron son  plantas herbáceas, a menudo con tallos semileñosos, muchos de los cuales son trepadores o hemiepífitas. la mayoría de los cuales son capaces de trepar sobre otras plantas, o subir los troncos de otro árbol con la ayuda de raíces aéreas.
Las hojas son generalmente grandes, a menudo lobuladas o hendidas profundamente, y pueden ser más o menos pinnadas. Se presentan alternas en el tallo. El tallo floral se puede encontrar terminal en un vástago, o en una hoja axilar. Frecuentemente son plantas con perfumes fragantes. El color presenta varios tonos de verde, o bien verde jaspeado de blanco; con frecuencia son de color pardo orín o púrpura en el envés.
Las flores son insignificantes, reunidas en una inflorescencia cilíndrica envuelta en una espata en forma de cartucho que puede ser blanca, roja o amarilla.
La floración rara vez se produce en las especies cultivadas en casa, y es muy difícil indicar la época en que florecen, ya que ésta se halla condicionada por muchos factores, tales como la edad de la planta, grado de luz y calor, etcétera.
Frutos en forma de baya carnosa; maduran sólo en invernadero o en los países de origen.
Se utiliza como planta ornamental de interior. Necesita muy buena luz, pero no el sol directo. Se cultiva en terreno de tipo universal o formado por 1/4 de tierra de jardín mezclada con 2/4 de tierra de hojas o tierra de brezo y 1/4 de arena. El trasplante se hace en otoño o en primavera.
Se multiplica por esqueje, implantando los trozos de tallo en tierra arenosa, a la sombra y mejor debajo de una campana de plástico; también resulta fácil multiplicarlos cortando la «cabeza» de la planta, cuando la parte inferior del tallo aparece sin hojas, y plantándola en tierra arenosa; los filodendros también se multiplican con celeridad mediante hidrocultivo.
Todas las partes de la planta son venenosas, debido a la presencia de oxalato cálcico en forma de cristales.

## Taxonomía
El género fue descrito por Heinrich Wilhelm Schott y publicado en Wiener Zeitschrift für Kunst, Litteratur, Theater und Mode 1829(3): 780. 1829. La especie tipo es: Philodendron grandifolium (Jacq.) Schott. 
Etimología
Philodendron: nombre genérico que procede del  griego φιλος o "amor" y de δενδρο o "árbol".

## Algunas especies
Comprende cerca de 120 especies. Este gran género se encuentra subdividido en varias secciones y subsecciones: 
Sección Baursia, Sección Philopsammos, Sección Philodendron (subsecciones Achyropodium, Canniphyllium, Macrolonchium, Philodendron, Platypodium, Psoropodium y Solenosterigma), Sección Calostigma (subsecciones Bulaoana, Eucardium, Glossophyllum, Macrobelium y Oligocarpidium), Sección Tritomophyllum, Sección Schizophyllum, Sección Polytomium, Sección Macrogynium y Sección Camptogynium.
- Philodendron appendiculatum
- Philodendron bipinnatifidum Schott ex Endl. árbol Philodendron

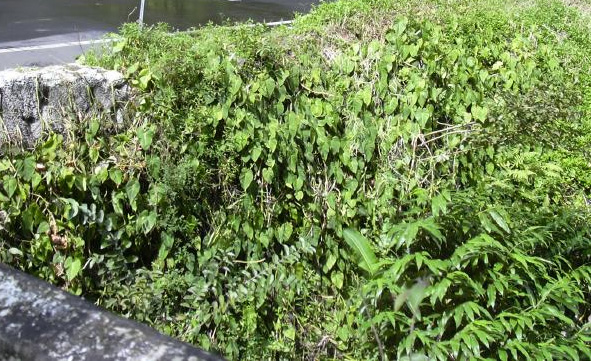
Philodendron sp. - hábito.

- Philodendron lacerum (Jacq.) Schott - bejuco lombricero, lombricero de Guanocana.[4]
- Philodendron missionum
- Philodendron tweedianum
- Philodendron undulatum
- Philodendron xanadu

## Cultivo

### Cultivo
Los filodendros pueden cultivarse al aire libre en climas templados en zonas sombreadas. Crecen bien en suelos húmedos con un alto contenido de materia orgánica. En climas más templados, pueden cultivarse en macetas con tierra o, en el caso del Philodendron oxycardium, en recipientes con agua. Las plantas de interior prosperan a temperaturas de entre 15 y 18 °C y pueden sobrevivir a niveles de luz más bajos que otras plantas de interior. Aunque los filodendros pueden sobrevivir en lugares oscuros, prefieren la luz brillante. Limpiar las hojas con agua eliminará el polvo y los insectos. Las plantas en macetas con un buen sistema radicular se beneficiarán de una solución de fertilizante débil cada dos semanas.

### Difusión
Se pueden cultivar nuevas plantas tomando esquejes de tallo con al menos dos articulaciones. A continuación, los esquejes pueden enraizarse en macetas con mezclas de arena y musgo de turba. Estas macetas se colocan en invernaderos con una temperatura inferior de 21-24 °C. Durante el enraizamiento, los esquejes deben protegerse de la luz solar directa. Una vez establecidas, las plantas pueden trasplantarse a macetas más grandes o directamente al exterior en climas más suaves. Los esquejes de tallo, sobre todo los de variedades plácidas, pueden enraizarse en agua. Al cabo de cuatro o cinco semanas, la planta echará raíces y podrá trasladarse a macetas. Los filodendros también pueden propagarse por esquejes aéreos, que es un método más avanzado de propagación que consiste en crear una nueva planta en el tallo de una planta existente.
Es bastante fácil cruzar filodendros si se dispone de plantas en flor, ya que tienen muy pocas barreras a la hibridación. Sin embargo, algunos aspectos del mestizaje pueden dificultar la hibridación de los filodendros. Los filodendros suelen florecer en distintos momentos, y la apertura de los brotes varía de una planta a otra.